# Eduardo Costa (lekkoatleta)
Eduardo Alberto Gomes Costa (ur. 24 lipca 1954) – mozambicki lekkoatleta, sprinter, uczestnik Letnich Igrzysk Olimpijskich 1980.
Podczas igrzysk w Moskwie, wziął udział w eliminacjach biegu na 100 metrów. Startował z szóstego toru w drugim biegu eliminacyjnym; zajął w nim piąte miejsce, uzyskując wynik 11,02, jednak nie dało to mu awansu do kolejnej fazy rozgrywek.
Rekord życiowy: 11,02 uzyskany w 1980 r. w Moskwie.